# Cityboy
Cityboy: Peníze, sex a drogy v srdci londýnského finančního světa (v anglickém originále Cityboy: Beer and loathing in the Square Mile) je kniha anglického spisovatele a bývalého finančního analytika Gerainta Andersona, který v ní shrnul své zkušenosti ze života v srdci evropského finančního centra – v londýnské čtvrti Square Mile, které již předtím psal jako sloupek do volně šířených londýnských novin thelondonpaper.
Kniha byla vydána v anglickém originále roku 2008 v britském nakladatelství Millennium Publishing a do češtiny byla přeložena v roce 2010 Ivanem Kytkou.

## Obsah
Kniha je osobní zpovědí autora, který v knize vystupuje pod jménem Steve Jones, o tom, jaké praktiky vládnou ve finančním centru Evropy, v londýnské čtvrti Square Mile neboli také přezdívána City, což je název samotného centra Londýna. Steve Jones je hippiesácký student, který tráví své mládí v kouření marihuany a hašiše, když mu jeho bratr, který je finančním analytikem, nabídne možnost, aby se také stal finančním analytikem. Absolvuje tedy pohovor ve své první bance, která v příběhu vystupuje jako francouzská banka Banque Inutile, ale všechny instituce jsou zde přejmenovány, aby se autor vyhnul případné právní žalobě. Později střídá zaměstnavatele a i přes svoji neznalost obchodů s akciemi se díky přátelské povaze a jak sám píše „schopnosti vypít vše v dosahu 100 metrů“ stává respektovanou osobností londýnského finančního světa. Nakonec jej však práce natolik pohltí a zjistí, do jakého zvráceného světa se to dostal, že nakonec vše ukončí a ze City odejde.
Autor sám tvrdí, že příběhy v knize jsou sice v jádru pravdivé, ale pro čtenáře upraveny tak, aby byly čtivější a živější. 

## Jazyk a styl
Autor používá velmi svéráznou řeč, která je, jak v anglickém originále, tak v českém překladu, velmi hovorová, místy až vulgární, ale skvěle vystihuje a popisuje prostředí, ve kterém se autor nacházel a čtenář si tak udělá jiný náhled na svět finančních institucí.

## Struktura knihy
Kniha se skládá z Prologu, 8 kapitol a Epilogu. Prolog má název Hlava z kokosu, 1. kapitola se jmenuje Guru, 2. kapitola Obchodník, 3. kapitolu autor nazval Nemesis, 4. kapitola se jmenuje Génius, 5. Klient, 6. je nazvána Vůdce, 7. kapitola knihy má název Běhna a finální 8. kapitola Absolvent. Epilog se skládá ze 3 částí: Hipík, Čas krize a Poděkování.